# Shelton (Washington)
Shelton az Amerikai Egyesült Államok északnyugati részén, Washington állam Mason megyéjében elhelyezkedő város, a megye székhelye. A 2010. évi népszámlálási adatok alapján 9834 lakosa van.
A város iskoláinak fenntartója a Sheltoni Tankerület.

## Történet
Az 1890-ben városi rangot kapó település névadója David Shelton, a territóriumi törvényhozás képviselője.
Egykor Sheltonban állomásoztak az Old Settler, Irene, Willie, City of Shelton, Marian, Clara Brown és S. G. Simpson hajók. A város gazdasága ellpr a faiparon, föld- és vízművelésen és állattenyésztésen alapult. A Simpson Timber Company belvárosi fafeldolgozóját 2015-ben a Sierra Pacific Industries vásárolta meg.
Shelton „karácsonyfa-főváros” néven is ismert.

## Éghajlat
A város éghajlata mediterrán (a Köppen-skála szerint Csb).
| Hónap                         | Jan.  | Feb.  | Már. | Ápr. | Máj. | Jún. | Júl. | Aug. | Szep. | Okt. | Nov.  | Dec.  | Év    |
| ----------------------------- | ----- | ----- | ---- | ---- | ---- | ---- | ---- | ---- | ----- | ---- | ----- | ----- | ----- |
| Rekord max. hőmérséklet (°C)  | 20,0  | 22,2  | 23,7 | 31,7 | 36,7 | 38,9 | 40,0 | 41,7 | 37,2  | 30,6 | 20,6  | 18,9  | 41,7  |
| Átlagos max. hőmérséklet (°C) | 7,2   | 9,4   | 12,2 | 15,6 | 19,4 | 22,2 | 25,0 | 25,6 | 22,2  | 16,1 | 10,0  | 7,2   | 16,0  |
| Átlagos min. hőmérséklet (°C) | 0,6   | 1,1   | 2,2  | 3,9  | 6,7  | 8,9  | 11,1 | 11,1 | 8,3   | 5,0  | 2,2   | 0,6   | 5,2   |
| Rekord min. hőmérséklet (°C)  | −18,9 | −18,0 | −8,3 | −6,1 | −3,9 | 0,0  | 2,2  | 1,1  | −0,6  | −5,6 | −15,0 | −13,9 | −18,9 |
| Átl. csapadékmennyiség (mm)   | 252   | 223   | 174  | 114  | 67   | 46   | 25   | 32   | 63    | 134  | 268   | 279   | 1677  |
| Forrás: The Weather Channel   |       |       |      |      |      |      |      |      |       |      |       |       |       |

## Népesség
A 2010-es népszámláláskor a városnak 9384 lakója, 3574 háztartása és 2166 családja volt. A népsűrűség 698,9 fő/km2. A lakóegységek száma 3847, sűrűségük 273,4 db/km2. A lakosok 78,9%-a fehér, 0,8%-a afroamerikai, 3,7%-a indián, 1,1%-a ázsiai, 0,8%-a a Csendes-óceáni szigetekről származik, 9,9%-a egyéb, 4,9%-a pedig kettő vagy több etnikumú. A spanyol vagy latino származásúak aránya 19,2% (   )
A háztartások 35,3%-ában élt 18 évnél fiatalabb. 38,1% házas, 15,5% egyedülálló nő, 6,9% egyedülálló férfi, 39,4% pedig nem család. 31,2% egyedül élt; 15,6%-uk 65 éves vagy idősebb. Egy háztartásban átlagosan 2,63 személy élt; a családok átlagmérete 3,23 fő.
A medián életkor 33,1 év volt. A város lakóinak 26,4%-a 18 évesnél fiatalabb, 10,8% 18 és 24 év közötti, 26,5%-uk 25 és 44 év közötti, 21,9%-uk 45 és 64 év közötti, 14,3%-uk pedig 65 éves vagy idősebb. A lakosok 49,1%-a férfi, 50,9%-a pedig nő.

## Nevezetes személyek
- Caleb Schlauderaff, amerikaifutball-játékos[15]
- Desmond „Des” Dalworth Koch, olimpikon diszkoszvető[16]
- Jerry Lambert, színész[17]
- Justin Ena, amerikaifutball-játékos[18]
- Karol Kennedy, olimpikon műkorcsolyázó[19]
- Lawson H. M. Sanderson, dandártábornok[20]
- Paul Stamets, gombaszakértő[21]

## Fordítás
- Ez a szócikk részben vagy egészben  a   Shelton, Washington című angol Wikipédia-szócikk ezen változatának fordításán alapul.  Az eredeti cikk szerkesztőit annak laptörténete sorolja fel. Ez a jelzés csupán a megfogalmazás eredetét és a szerzői jogokat jelzi, nem szolgál a cikkben szereplő információk forrásmegjelöléseként.